# Nelson Pedrini
Nelson Pedrini (Joaçaba, 27 de maio de 1935 – Florianópolis, 25 de fevereiro de 2025) foi um advogado e político brasileiro.

## Vida
Filho de Aquiles Pedrini e de Dozolina Ernesta Marafon Pedrini. Casou com Dóris Matias Pedrini.
Bacharel em direito pela Universidade Federal do Rio Grande do Sul (1958).
Foi deputado à Assembleia Legislativa de Santa Catarina na 5ª legislatura (1963 — 1967), na 6ª legislatura (1967 — 1971), na 7ª legislatura (1971 — 1975), e na 8ª legislatura (1975 — 1979).
Foi presidente da Assembleia em 1971 e 1972.

## Morte
Pedrini morreu no dia 23 de fevereiro de 2025, aos 89 anos.